# خورشید در چشمان تو
خورشید در چشمان تو (فرانسوی: Du soleil plein les yeux‎) یک فیلم درام عاشقانهٔ فرانسوی به کارگردانی میشل بوارون است که در سال ۱۹۷۰ منتشر شد.

## گزیدهٔ بازیگران
- برنار لو کوک
- ژانت اوگرن
- کاترین سولا
- رونو ورله